# Hubert Gerhard

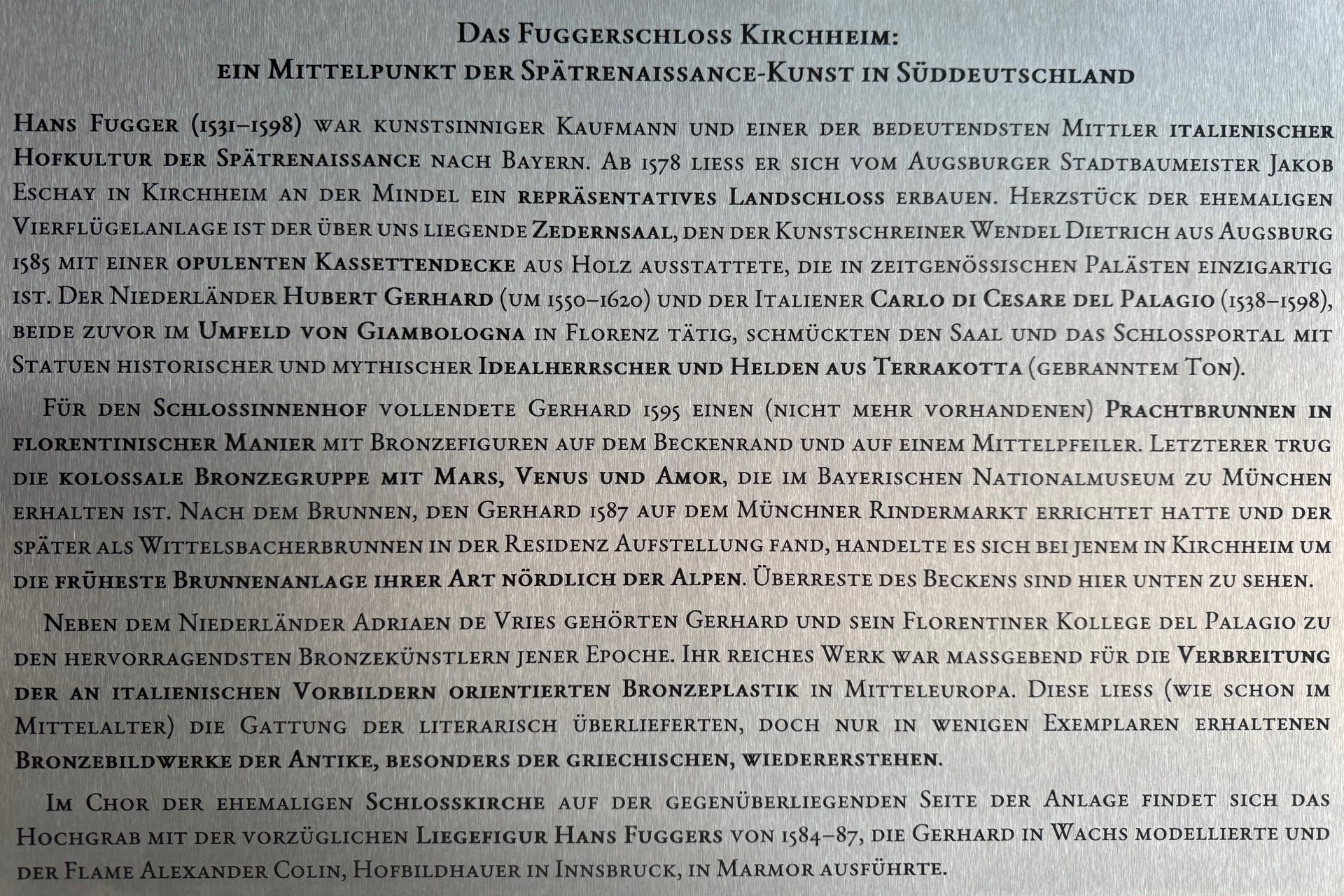
Gedenktafel im Fuggerschloss Kirchheim in Schwaben, gestiftet und erarbeitet von David Jan Slavicek

Hubert Gerhard (* um 1540/50 in ’s-Hertogenbosch; † um 1620) war ein niederländisch-deutscher Renaissancebildhauer.

## Leben

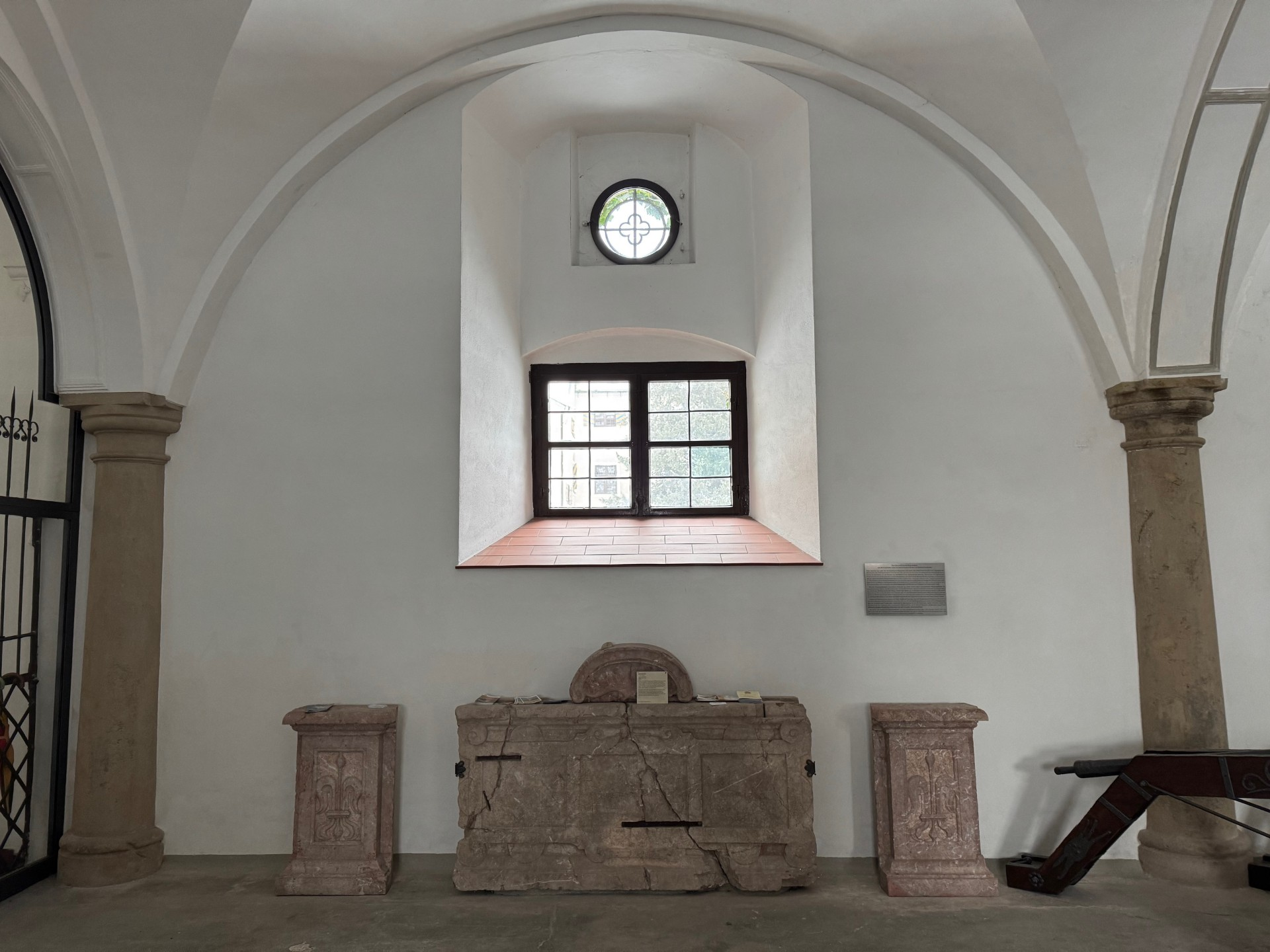
Fragmente des marmornen Beckens des Prachtbrunnens in florentinischer Manier, den Hubert Gerhard 1595 im Innenhof des Fuggerschlosses Kirchheim in Schwaben vollendete; die Fragmente sind in der sogenannten Toskanischen Säulenhalle hinter dem Schlossportal aufgestellt, darüber an der Wand die Gedenktafel

Hubert Gerhard war Schüler des Giovanni da Bologna in Florenz. Ab 1581 arbeitete er in Deutschland für verschiedene Territorialfürsten. Seine Skulpturen entsprechen dem manieristisch-frühbarocken Schönheitskanon. 
Sein Bruder Heinrich Gerhard war in Augsburg und München mit ihm tätig.

## Werk
Bedeutende Werke von Gerhard befinden sich in Augsburg (Augustusbrunnen), München (Terrakottafiguren von St. Michael, sowie Figur im Hofgarten) und Wien (Kunsthistorisches Museum, z. B. „Mars, Venus und Amor“). Auch die Mariensäule wird oft Gerhard zugeschrieben. Außerdem findet man Gerhards Terrakottafiguren im Zedernsaal des Fuggerschlosses Kirchheim; dort und auch bei anderen Aufträgen arbeitete er eng mit Carlo di Cesare del Palagio zusammen.

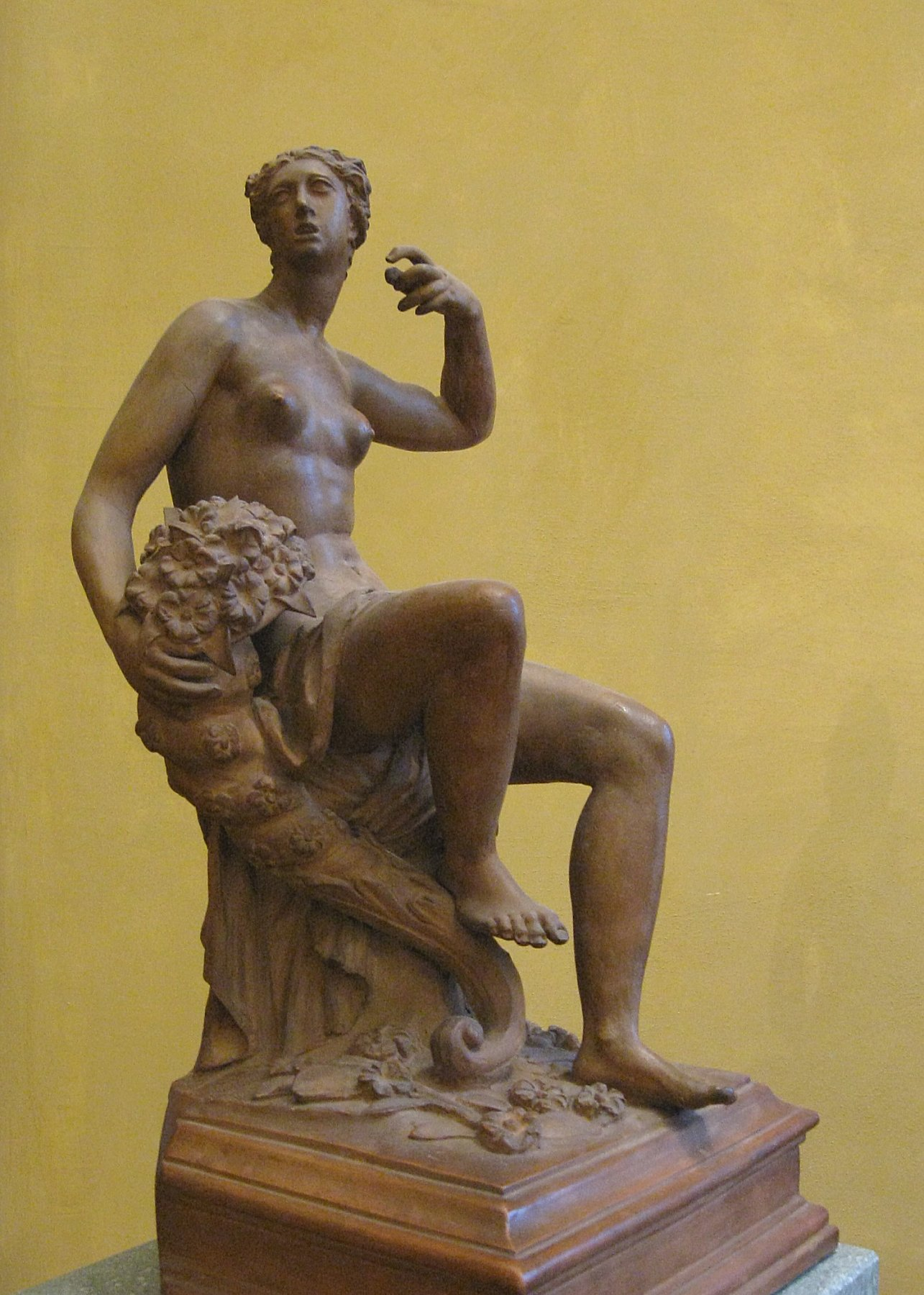
Frühling, 1590–1600, Terrakotta, Bayerisches Nationalmuseum, München
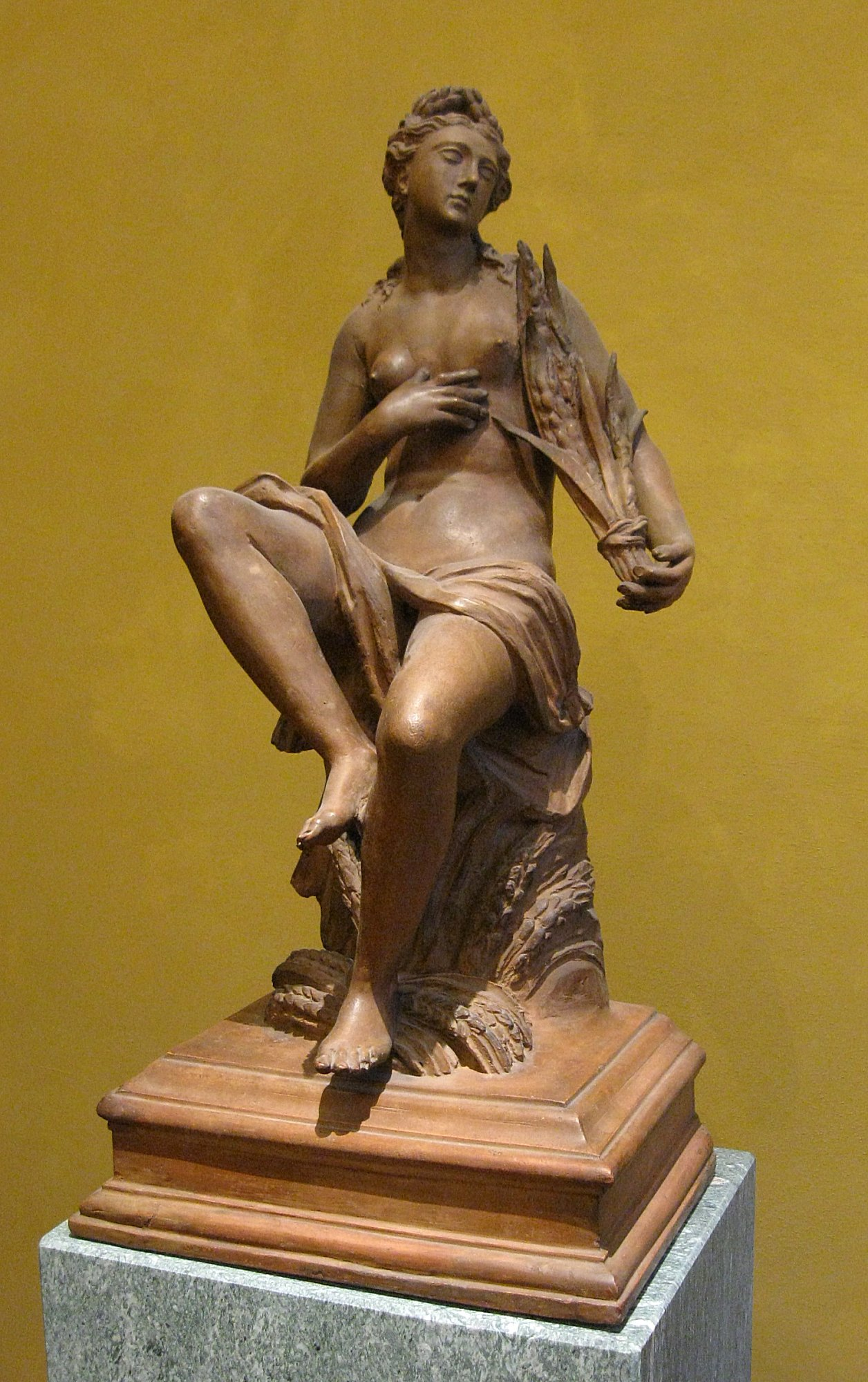
Sommer, 1590–1600, Terrakotta, Bayerisches Nationalmuseum
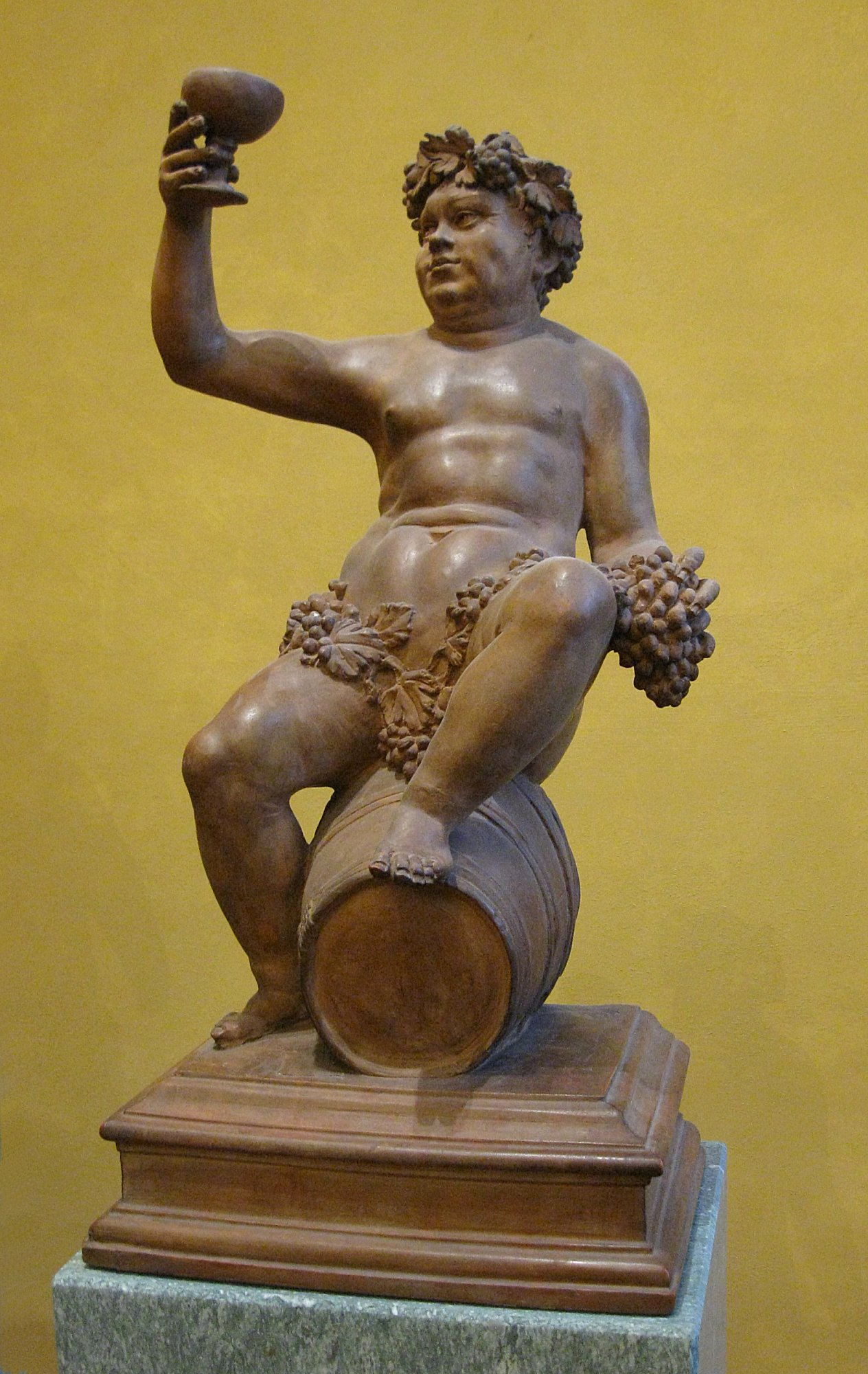
Herbst, 1590–1600, Terrakotta, Bayerisches Nationalmuseum
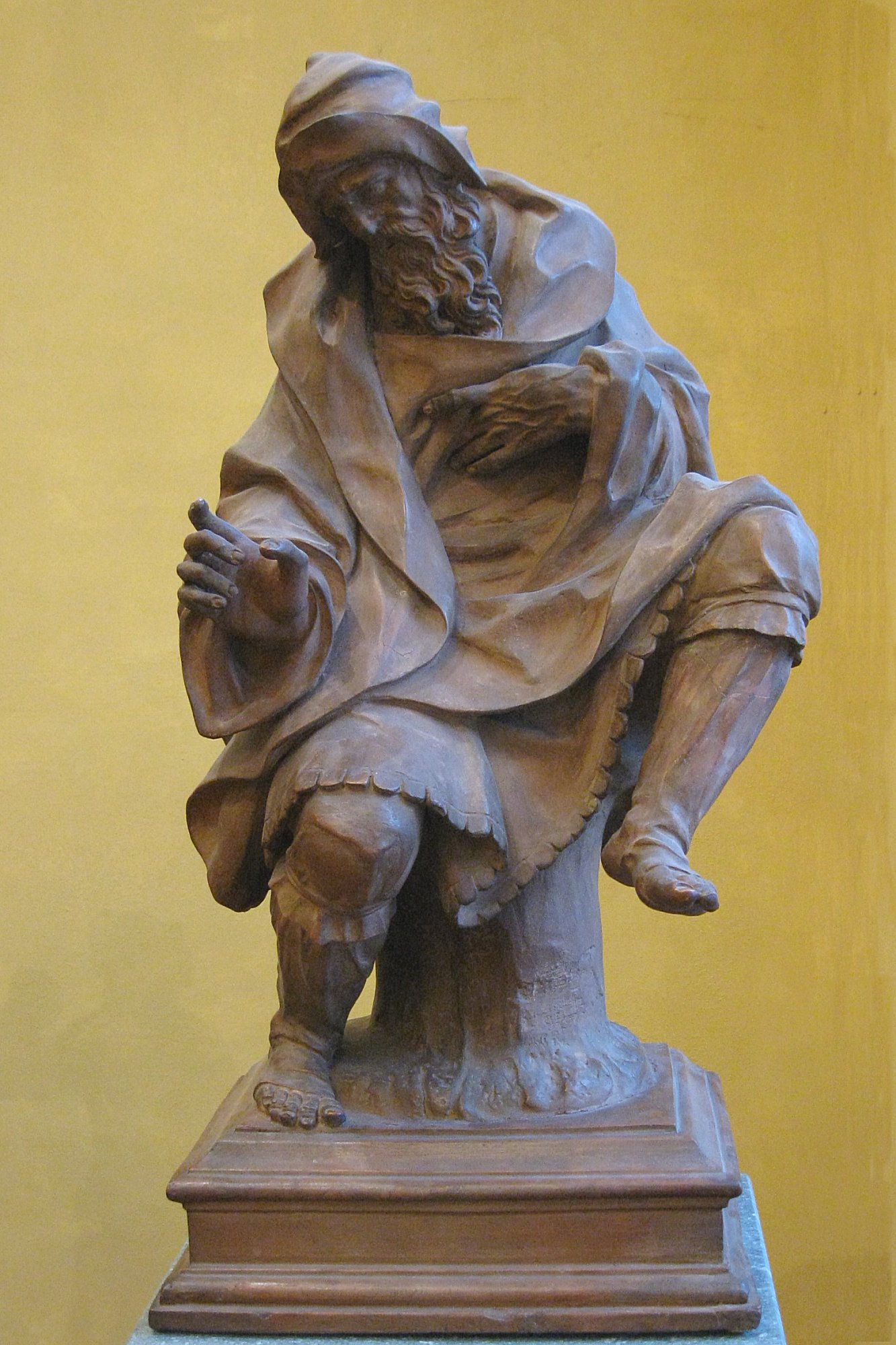
Winter, 1590–1600, Terrakotta, Bayerisches Nationalmuseum
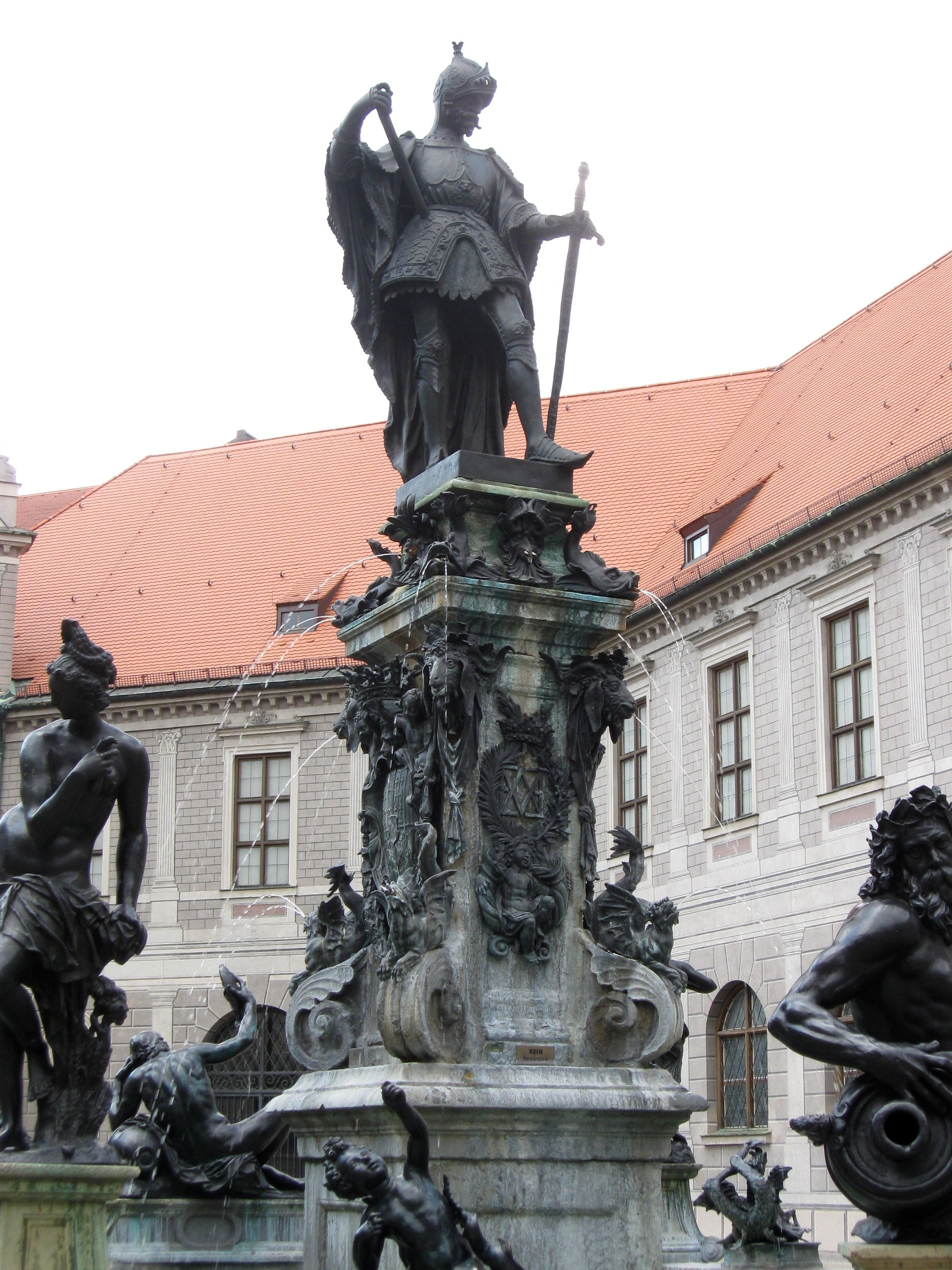
Residenzbrunnen, München